# 平禹鐵路
平禹铁路是从河南省平顶山市的平顶山东站到禹州市禹州火車站的铁路线，全长51.6公里，隶属于河南省平禹鐵路有限責任公司，在平顶山东站可与孟寶鐵路、平舞鐵路连接，在禹州火車站可与禹登铁路连接。平禹铁路全线为單線非電氣化的运煤专线。

## 历史
平禹铁路于1988年动工，1996年开始运营，2001年曾有报导指出平禹铁路管理体制不顺，不能与京广线、焦枝线联网，致使其无法发挥运输效益，遭批评“有路不能用，原煤绕圈走”，引起社會多方重視。此后運營狀況得到較大改善，成为河南煤矿资源输出的重要通道。